# Goran Stevanović
Goran Stevanović (serbisch-kyrillisch Горан Стевановић; * 27. November 1966 in Sremska Mitrovica, SFR Jugoslawien) ist ein serbischer Fußballtrainer und ehemaliger Fußballspieler.